# Fischbach (Clervaux)
Pour les articles homonymes, voir Fischbach.
Fischbach (luxembourgeois : Fëschbech) est une section de la commune luxembourgeoise de Clervaux située dans le canton de Clervaux.
Fischbach est une des communes du Grand-Duché du Luxembourg.

## Histoire
Fischbach était une section de la commune de Heinerscheid jusqu’à la fusion officielle de cette dernière avec Clervaux le 1er janvier 2012.